# Віцеадмірал (США)
Віцеадмірал (англ. Vice admiral, скорочено VADM) — тризіркове звання офіцера військово-морських сил США, Берегової охорони США, Офіцерського корпусу охорони здоров'я США та Національного офіцерського корпусу управління океанографічними та атмосферними проблемами США. Звання віцеадмірал вище контр-адмірала й нижче адмірала. Віцеадмірал рівнозначний званню генерал-лейтенанта в інших військових службах.

## Нормативні норми
Законодавство США прямо обмежує загальну кількість віцеадміралів, які можуть виконувати службові обов'язки в будь-який момент часу.
Загальна кількість діючих прапороносних офіцерів обмежена на рівні 162 людини для військово-морського флоту. Для військово-морського флоту не більше 16,7 % прапороносних офіцерів можуть мати звання вище двозіркових. Дещо з цих лімітів може бути зарезервовано статутом. Офіцери військово-морських сил, які працюють на певних посадах директорів служб Міністерства оборони, такі як директор агентства логістики міністерства оборони, мають звання віцеадмірала. Суперінтендант Військово-морської академії США, як правило, віцеадмірал, або стає ним після висунення кандидатури, або незабаром після цього. Також Президент може збільшити кількість віцеадміралів ВМС за рахунок зменшення відповідних офіцерів в інших службах. Наостанок, всі встановлені законодавством обмеження можуть бути скасовані на розсуд Президента під час війни або надзвичайних ситуацій у країні.